# Frea nigrohumeralis
Frea nigrohumeralis är en skalbaggsart som beskrevs av Stefan von Breuning 1953. Frea nigrohumeralis ingår i släktet Frea och familjen långhorningar. Inga underarter finns listade i Catalogue of Life.